# Вилла Мондрагоне

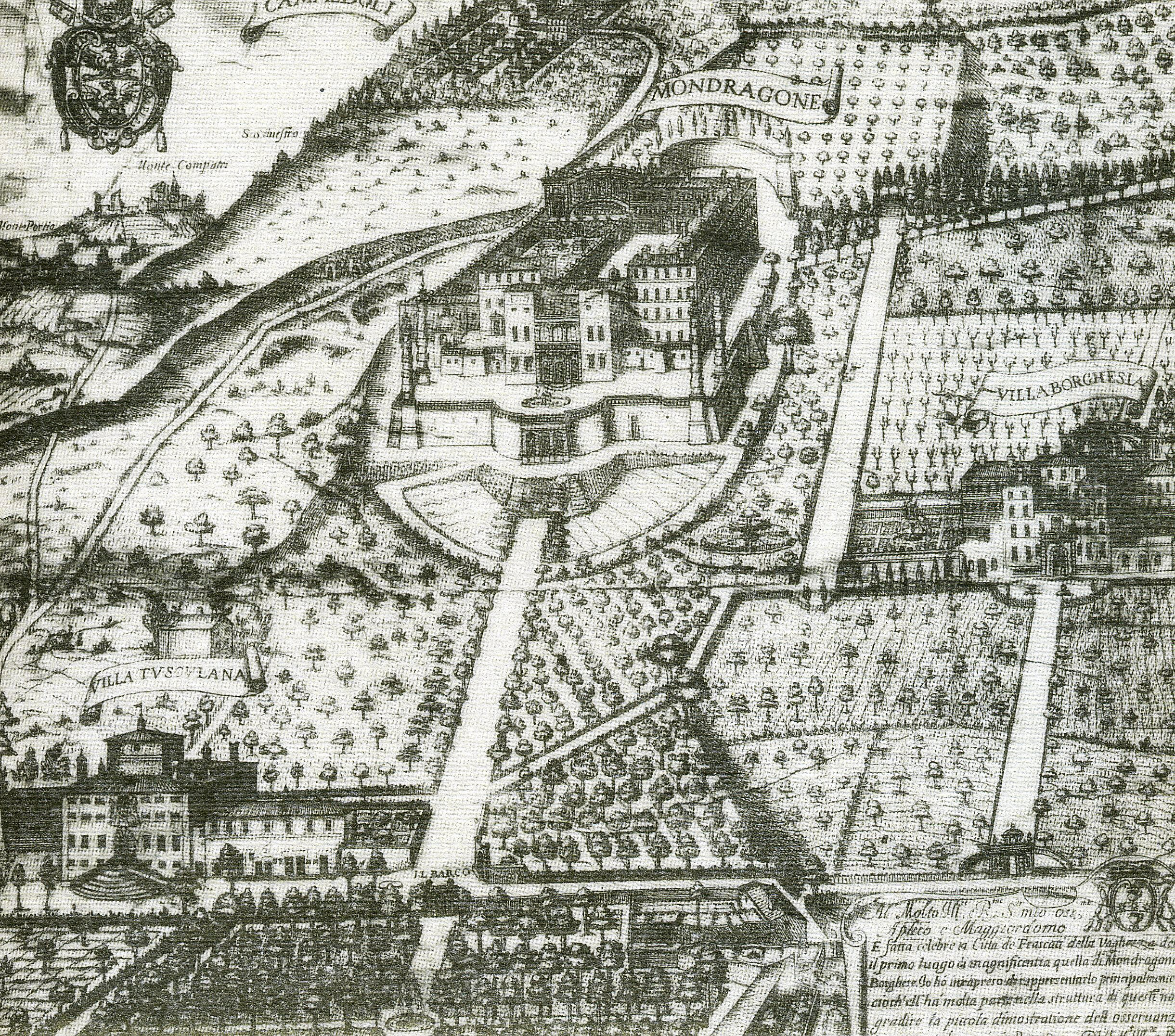
Вилла Мондрагоне, гравюра Матфея Гройтера (англ.), 1620 год

Вилла Мондрагоне (итал. Mondragone) — уединённое имение «чёрной знати» на 416-метровой вершине в Альбанских горах, близ Фраскати, выстроенное в 1570-х годах архитектором-маньеристом Мартино Лонги для своего покровителя, немецкого кардинала Альтемпса, на месте несохранившейся виллы древнеримского семейства Квинтилиев.
В гостях у владельцев виллы подолгу бывали многие римские папы, особенно покровитель кардинала Альтемпса — Григорий XIII. На гербе семейства Бонкомпаньи, к которому принадлежал понтифик, красовался дракон. Чтобы угодить своему патрону, кардинал распорядился украсить драконами все архитектурные элементы виллы, и в особенности фонтан. Так за поместьем закрепилось прозвание горы Драконов — Мондрагоне. Во время пребывания в гостях у Альтемпса в 1582 году Григорий XIII подписал буллу Inter gravissimas, которая предусматривала реформу календарной системы, принятой в Европе.
В 1613 году усадьбу приобрёл фаворит и родственник нового папы Павла V — Шипионе Боргезе. Он украсил имение древними статуями, среди которых особое восхищение посетителей (в частности, Иоганна Винкельмана) вызывал почти метровый Антиной Мондрагонский. Многие путешественники по Италии стремились заглянуть на «гору Драконов». В их числе была Жорж Санд, которая под впечатлением от увиденного поместила на вилле действие своего романа «Даниелла».
С 1866 по 1981 годы на вилле велась подготовка будущих иезуитов, а в наше время памятником истории и архитектуры владеет римский университет «Тор Вергата». В 1912 году американский библиофил Вилфрид Войнич, разбирая на вилле сундуки из личной библиотеки Атанасиуса Кирхера, обнаружил загадочный манускрипт Войнича. В XXI веке вилла редко отворяет свои двери для туристов и используется университетом Тор Вергата главным образом как место проведения научных конференций.